# Balija Point
Der Balija Point (englisch; spanisch Punta Balija) ist eine Landspitze an der Südostküste von Liège Island im Palmer-Archipel westlich der Antarktischen Halbinsel. Sie bildet 4,75 km nordöstlich des Macleod Point und 2,45 km südsüdwestlich des Leshko Point die Südseite der Einfahrt zur Beripara Cove.
Die Benennung der Bucht erfolgte durch argentinische Wissenschaftler.